# Nematus similator
Nematus similator är en stekelart som beskrevs av Förster 1854. Nematus similator ingår i släktet Nematus, och familjen bladsteklar. Arten är reproducerande i Sverige.